# Castell de Freixe
El castell de Freixe, del qual només n'han subsistit la torre adossada a l'església de Sant Nicolau i restes d'alguns murs, és una de les construccions del repoblament cristià que s'afermà a la zona central i sud de la comarca de l'Anoia al segle x. És una obra del municipi de Piera (Anoia) declarada bé cultural d'interès nacional. L'església i la torre annexionada a l'angle oest, estan encimbellats dalt d'un turó proper a can Freixe (ara masia Capell) a la riba esquerra de l'Anoia, aigua avall del Bardorc, al sector meridional del terme.

## Descripció
Es conserven restes de la muralla del castell als vessants de ponent i migdia d'un petit turó al cim del qual s'aixeca una torre circular i restes de murs. La torre està adossada a l'ermita romànica de Sant Nicolau de Freixe, té un diàmetre extern de 5,43 metres i uns 6 metres d'alçada. Ara, de manera forçada, forma part del temple, construït posteriorment. Bastida amb còdols irregulars, ni tan sols desbastats, amb altres carreus de pedra tosca. També apareixen nombrosos tascons i peces de ceràmica. Se suposa que la torre data del segle xi.

## Història
Les primeres notícies del castell de Freixe són de l'any 955, en que surt esmentat el nom de «frexano» a la carta de poblament donada pel vescomte de Barcelona Guitard en la qual cedeix unes terres as repobladors que es comprometen a conrear-les i a edificar-hi una torre de defensa. L'any 1006 torna a aparèixer el lloc de Freixe en un acte de venda feta per Udalard, vescomte de Barcelona, a la seva dona Riquilda de Barcelona demostrant que al segle xi, el lloc i la fortalesa de Freixe encara es trobava el domini de la casa vescomtal barcelonina. El 1041 la vescomtessa Riquilda feu donació al seu fill Guislabert, bisbe de Barcelona de tot el que ella posseïa a Freixe. Un altre moment, el castell de Freixe fou donat a Santa Maria de Solsona.
El 1083, en el testament de Gombau s'esmenta l'alou de Freixe i s'hi consigna un castell amb torre de defensa i habitacle a l'entorn. Al segle xiii, el castell i el seu terme pertanyien a Santa Maria de Solsona, i el 1237 consten en el lloc tres molins. El 1283 el paborde Ponç de Vilaró comprà a Simó de Freixe tots els drets que aquest tenia sobre la fortalesa de Freixe.
Al fogatjament de 1365-1370 comptava amb 18 focs i pertanyia al paborde de Solsona. El 1386, l'Infant Joan I vengué a Berenguer de Tous la jurisdicció del castell de Freixe i altres castells. El 1413, trobem de nou un plet pel delme entre l'església de Solsona i el rector de Piera. En el segle xvii pertanyia al cavaller Luis de Foixà.

## Sant Nicolau de Freixe (o del Tretzè)
Aquesta església romànica, situada dins l'antic terme del castell de Piera, fou sempre sufragània, primer de Santa Maria de Piera, després de Sant Jaume de Sesoliveres i més endavant de Santa Maria de Solsona. Actualment és una simple capella de Sant Jaume de Sesoliveres i ha estat restaurada fa uns anys. Composta per una nau llarga i estreta coberta per una volta peraltada que tendeix a la forma apuntada, capçada a llevant per un absis semicircular i cobert amb volta d'un quart d'esfera el qual s'obre a la nau per un simple ressalt. Ateses les característiques de l'edifici, segurament es va bastir en dues etapes consecutives entre els segles xi i xii.